# Daniel Burke
Daniel Burke, né le 2 mai 1974 à Sydney, est un rameur d'aviron australien. 

## Carrière
Daniel Burke participe aux Jeux olympiques de 2000 à Sydney et remporte la médaille d'argent avec le huit  australien composé de Alastair Gordon, Mike McKay, Nick Porzig, Robert Jahrling, Stuart Welch, Christian Ryan, Jaime Fernandez et Brett Hayman.